# Dunbar (Wisconsin)
Dunbar es un pueblo ubicado en el condado de Marinette en el estado estadounidense de Wisconsin. En el Censo de 2010 tenía una población de 1.094 habitantes y una densidad poblacional de 4,01 personas por km².

## Geografía
Dunbar se encuentra ubicado en las coordenadas 45°37′59″N 88°9′5″O / 45.63306, -88.15139. Según la Oficina del Censo de los Estados Unidos, Dunbar tiene una superficie total de 272.53 km², de la cual 269.73 km² corresponden a tierra firme y (1.03%) 2.81 km² es agua.

## Demografía
Según el censo de 2010, había 1.094 personas residiendo en Dunbar. La densidad de población era de 4,01 hab./km². De los 1.094 habitantes, Dunbar estaba compuesto por el 91.86% blancos, el 0.82% eran afroamericanos, el 0.37% eran amerindios, el 1.46% eran asiáticos, el 0.37% eran isleños del Pacífico, el 0.73% eran de otras razas y el 4.39% pertenecían a dos o más razas. Del total de la población el 2.47% eran hispanos o latinos de cualquier raza.